# Hypsipetes parvirostris
El bulbul de la Gran Comora (Hypsipetes parvirostris) es una especie de ave paseriforme de la familia Pycnonotidae endémica de la isla Gran Comora.

## Taxonomía
Fue descrito científicamente por los zoólogos franceses Alphonse Milne-Edwards y Émile Oustalet en 1885.
Hasta 2011 se consideró al bulbul de Mohéli como una subespecie del bulbul de la Gran Comora, pero en la actualidad se clasifican como especies separadas.